# Parabuthus robustus
Espèce
Parabuthus robustus est une espèce de scorpions de la famille des Buthidae.

## Distribution
Cette espèce se rencontre en Somalie au Somaliland vers Hargeisa et en Éthiopie en région Somali vers Djidjiga.

## Description
Le mâle holotype mesure 67,72 mm et la femelle paratype 88,42 mm.

## Publication originale
- Kovařík, Lowe, Elmi & Šťáhlavský, 2019 : « Scorpions of the Horn of Africa (Arachnida: Scorpiones). Part XXI. Parabuthus (Buthidae) (Part II), with description of five new species from Somaliland and Ethiopia. » Euscorpius, no 290, p. 1-63 (texte intégral).